# ایر هنگ‌کنگ
ایر هنگ‌کنگ (به انگلیسی: Air Hong Kong) یک شرکت هواپیمایی با کد یاتا LD است که در تاریخ ۱ نوامبر ۱۹۸۶ میلادی تأسیس شده و در تاریخ ۴ فوریه ۱۹۸۸ فعالیتش را آغاز کرده‌است. دفتر مرکزی ایر هنگ‌کنگ در هنگ‌کنگ واقع شده‌است و قطب این شرکت هواپیمایی در فرودگاه بین‌المللی هنگ‌کنگ قرار دارد و به ۱۲ مقصد، پرواز مستقیم انجام می‌دهد.